# Истините приче — I део
Истините приче – I део је други студијски албум  панк рок групе Гоблини, објављен 22. августа 1994. године за издавачку кућу Metropolis Records. Албум је објављен на аудио касети. Сниман је у До-Ре-Ми студију у Новом Саду, у периоду од новембра 1993. до августа 1994. године.

## Списак песама
Сву музику, текст и аранжмане радили су Гоблини, осим нумера 2 и 3, за које су текст написали Александар Нишевић и Дарко Добродолац.
| №   | Назив                           | Трајање |  |
| 1.  | Понедељак                       | 2:39    |  |
| 2.  | Дан "Д"                         | 3:14    |  |
| 3.  | Ја можда и би                   | 3:46    |  |
| 4.  | Ципјонка                        | 2:25    |  |
| 5.  | Sam-Phone-Glas                  | 5:57    |  |
| 6.  | Елесди се враћа кући            | 3:02    |  |
| 7.  | Године расплета                 | 4:36    |  |
| 8.  | Интернационала (Made In Serbia) | 3:03    |  |
| 9.  | Дан после                       | 3:08    |  |
| 10. | Комад ноћи                      | 2:34    |  |
| 11. | In Memoriam                     | 2:23    |  |
| 12. | За Лорену                       | 2:02    |  |

## Учествовали на албуму
- Бранко Голубовић Голуб — вокал
- Владислав Кокотовић — бас, пратећи вокали
- Ален Јовановић — гитара, пратећи вокали
- Недељко Недић Мекета — бубњеви, пратећи вокали
- Ненад Дивнић Кића — бубњеви
- Leo fon Punkerstein — дизајн омота
- Предраг Пејић — продуцент